# 住民去就決定日

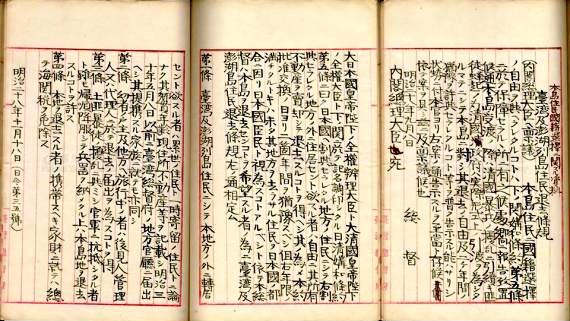
1895年11月18日《臺灣及澎湖列島住民退去條規》

住民去就決定日是指臺灣民眾於《馬關條約》（日方称《下關條約》或《日清兩國媾和條約》）在1895年5月8日生效後可選擇是否離開臺灣的法定期限：1897年（明治30年）5月8日。經過該日而未離開臺灣，即依「臺灣人民國籍處分辦法」，自動成為日本國民，因而其效果類似於由臺灣人自擇國籍。

## 依據
根據1895年4月17日《馬關條約》第五款：
「本約批准互換之後，限二年之內，日本准中國讓與地方人民願遷居讓與地方之外者，任使變賣所有產業退去界外，但限滿之後尚未遷徙者酌宜視為日本臣民。」
條約於1895年5月8日生效，亦即1897年（明治30年）5月8日為選擇大日本帝國國籍或離境的最後期限，這一天就是「住民去就決定日」。
日本政府根據此條款，於當年11月19日以日令第35號制定公布「臺灣及澎湖列島住民退去條規」。
第1條：臺灣及澎湖列島之住民，欲遷離臺澎者，不論世居住民或暫時寄居之住民，應填具其籍貫、姓名、年齡、現住所、不動產等，於明治30年（1897年）5月8日以前，同臺灣總督府之地方官廳申報，其欲攜帶之家眷亦同。
第2條：未成年之戶長及在他處旅行中者，得由監護人或代理人申報退去書。
第3條：參與土匪暴徒之擾亂而與官軍（日軍）對抗者，歸降交出兵器後，准其退去。

第4條：欲退去臺澎者，其所攜帶之家財一概免課海關稅。
臺灣總督府另於1896年8月頒布「關於臺灣住民之國民分限（身分）令」5條，規定臺民得於1897年5月8日前自由離開臺灣。
這段「猶豫期」讓當時住居在臺灣的人民選擇國籍，屬於住居及國籍選擇權的自由保障的範疇。

## 去留
根據當時的官方統計，最後選擇離開臺灣的共有6,456人，為當時臺灣總人口數約250萬－280萬的0.23%－0.25%，以士紳占大多數。依當時三縣一廳的行政區劃，其中臺北縣369戶，1,574人，臺中縣301人，臺南縣4,500人，澎湖島廳81人。留下的99.75%臺灣人均取得日本國籍。